# Lars Sandborgh
Lars Alfred Sandborgh, född 2 januari 1896 i New York, Brooklyn, USA, död 18 januari 1970 i Stockholm, var en svensk läkare.

## Biografi
Lars Sandborgh var son till ingenjören Alfred Sandborgh och Anna Larsson. Efter studentexamen i Karlstad 1915 studerade han medicin i Stockholm och blev medicine kandidat där 1919 samt medicine licentiat 1925. Under perioden 1922–1929 hade han sedan olika assistent-, stads- och underläkarförordnanden.
Han blev underläkare vid Stockholms epidemisjukhus 1929, extra underläkare vid medicinska avdelningen på S:t Görans sjukhus 1931 och var underläkare vid medicinska avdelningen på Sabbatsbergs sjukhus 1931–1934. Han var stadsdistriktsläkare för Katarina södra distrikt i Stockholm 1934–1961. Han drev också egen läkarpraktik i Stockholm från 1934 samt var bataljonsläkare i Fältläkarkårens reserv från 1926.
Sandborgh var riddare av Vasaorden (RVO).

## Familj
Lars Sandborgh var gift tre gånger, första gången 1927–1933 med Ester Webiörn (1893–1981), dotter till folkskolläraren Sven Jonsson och Sara Olofsdotter. De fick sönerna Sven Sandborgh 1929 (gift med författaren Gun Sandborgh) och Pontus Sandborgh 1932.
Andra gången var han gift från 1933 med Viola Trägårdh (1901–1978), dotter till grosshandlaren John Trägårdh och Henriette Schmidt. De fick sonen Ola Sandborgh 1936 (gift med socialantropologen Lisbeth Sachs).
Tredje gången var han gift 1945 med Margareta Englind (1908–1998), dotter till privatsekreteraren Lars Larsson och Sigrid Nilsson. De fick sonen Per Sandborgh 1945. Lars Sandborgh är begravd på Östmarks kyrkogård. Han är farfar till röstskådespelarna Emil och Matilda Smedius.